# Metastelma readii
Metastelma readii är en oleanderväxtart som beskrevs av Rudolf Schlechter. Metastelma readii ingår i släktet Metastelma och familjen oleanderväxter. Inga underarter finns listade i Catalogue of Life.